# Cocl & Seff
Cocl & Seff war der Name eines der ersten Slapstickduos der Filmgeschichte. Ab 1913 traten die beiden Österreicher, mit bürgerlichem Namen Rudolf Walter (Cocl) und Josef Holub (Seff), gemeinsam in zahlreichen österreichischen Stummfilmen auf. Das Kernelement ihrer Komik, ein Dicker und ein Dünner mit jeweils nur geringer Intelligenz, fand sich später unter anderem auch bei Laurel & Hardy (Dick & Doof), Pat & Patachon sowie Siegfried Arno und Kurt Gerron wieder. Zu den Kuriositäten der Cocl & Seff-Filme zählt, dass sie, obwohl aus Österreich stammend, im Ausland bisweilen als amerikanische Produktionen präsentiert wurden, nicht zuletzt wegen einer gewissen Ähnlichkeit Josef Holubs mit dem amerikanischen Comedy-Star Harold Lloyd.
Wie bei den meisten Stummfilmen sind auch von den Cocl & Seff-Filmen nur wenige bis heute erhalten geblieben. Das Filmarchiv Austria ist bei seiner Suche nach österreichischen Produktionen in den Filmarchiven der Welt jedoch bereits mehrmals fündig geworden, und so konnten etwa im Jahr 2001 der Film Seff kostet 24,50 Dollar sowie 2002 Seff als Boy in der Cinémathèque Suisse entdeckt und daraufhin restauriert und gesichert werden. Zuletzt wurde im September 2006 im Römischen Museum der Streifen Cocl, Seff und die Schwarze Hand in einer spanischen Version unter dem Namen Ora te reconosco („Jetzt erkenne ich dich“) gefunden. Eine DVD mit elf, zum Teil allerdings nur noch in Fragmenten erhaltenen Cocl & Seff-Filmen erschien daraufhin Ende 2010 im Rahmen einer Buch- und DVD-Edition des Filmarchivs Austria zu den österreichischen Serienkomikern der Stummfilmzeit.

## Filmographie
- 1912: Cocl als Säugling (Sascha-Filmfabrik; noch ohne Seff)
- 1912: Onkel Cocl am Gänsehäufel (Sascha-Filmfabrik; noch ohne Seff)
- 1913: Der Bauernschreck (Rudolf Walter, Reichenberg)
- 1913: Cocl als Hausherr (Sascha-Filmfabrik)
- 1913: Cocl geht zum Maskenball (Reichenberger Filmwerkstätte; ohne Seff)
- 1913: Cocls Hochzeitsreise (Reichenberger Filmwerkstätte; ohne Seff)
- 1913: Die Folgen einer tollen Nacht (Reichenberger Filmwerkstätte)
- 1913: Wie aus Cocl Asta Pilsen wurde (Sascha-Filmfabrik; ohne Seff)
- 1914: Cocl als Ehestifter (Reichenberger Filmwerkstätte)
- 1914: Ein moderner Minnesänger (Reichenberger Filmwerkstätte; ohne Cocl)
- 1914: Onkel Cocl und das Klassenlos (Reichenberger Filmwerkstätte)
- 1917: Im Goldfasan (Reichenberger Filmwerkstätte)
- 1917: Der Liebhaber in Nöten (Reichenberger Filmwerkstätte)
- 1917: Seff in Liebesnöten (Cocl's-Film Compagnie)
- 1919: Cocl geht zum Rendezvous (Cocl's-Film Compagnie)
- 1920: Seff als Bücherwurm (Staatliche Filmhauptstelle Wien; ohne Cocl)
- 1920: Seff als Sportsmann (Staatliche Filmhauptstelle Wien; ohne Cocl)
- 1920: Cocl und Seff als Villenbesitzer (Staatliche Filmhauptstelle Wien)
- 1920: Cocl, Seff und die Schwarze Hand (Cocl's-Film Compagnie)
- 1920: Seff und die Jungfrauen (Cocl's-Film Compagnie; ohne Cocl)
- 1920: Seff als Boy (Cocl's-Film Compagnie)
- 1920: Seff als Bräutigam (Cocl's-Film Compagnie)
- 1920: Seff kostet 24,50 Dollar, auch Seff kostet 24,50 Schillinge (Cocl's-Film Compagnie)
- 1920: Seff und die Visitenkarten (Cocl's-Film Compagnie; ohne Cocl)
- 1921: Seff will sich nicht begraben lassen (Cocl-Comedy; ohne Cocl)
- 1921: Seff als Detektiv (Cocl-Comedy)
- 1921: Cocl und Seff im Tingl-Tangl, auch Seff im Varieté (Cocl-Comedy)
- 1921: Seff als Filmtragöde (Cocl-Comedy; ohne Cocl)
- 1921: Seff im Verschönerungssalon (Cocl-Comedy)
- 1921: Cocl und Seff am Strandpicknick (Cocl-Comedy)
- 1922: Die Wasserheilanstalt (Cocl-Comedy)
- 1922: Cocl und Seff als Vagabunden (Cocl-Comedy)
- 1922: Cocl und Seff beim Wassersport (Cocl-Comedy)
- 1922: Seff auf dem Postamt (Cocl-Comedy; ohne Cocl)
- 1922: Seff als Reporter (Cocl-Comedy)
- 1922: Cocl und Seff beim Wassersport (Cocl-Comedy)
- 1923: Das Flappergirl, auch Seff – der Räuberhauptmann (Cocl-Comedy; ohne Cocl)
- 1923: Seff boxt sich in die Ehe (Cocl-Comedy)
- 1923: Seff als Athlet (Cocl-Comedy)
- 1923: Seff im Arrest (Cocl-Comedy)
- 1923: Seff entspringt (Cocl-Comedy; ohne Cocl)
- 1923: Seff als Pantoffelheld (Cocl-Comedy; ohne Cocl)
- 1924: Seff als Störenfried (Cocl-Comedy; ohne Cocl)
- 1925: Das gestörte Rendzvous (Cocl-Comedy; ohne Cocl)
- 1926: Seff auf dem Wege zu Kraft und Schönheit (Cocl-Comedy & Listo-Filmfabrik; Werbefilm für die Wiener Molkerei, ohne Cocl)[2]